# Experimento de Neutrinos de la Bahía de Daya
El Experimento de Neutrinos del Reactor de la Bahía de Daya (en inglés Daya Bay Reactor Neutrino Experiment) es un proyecto multinacional de física de partículas con sede en China que estudia los neutrinos. La colaboración multinacional incluye investigadores de China, Chile, Estados Unidos, Taiwán (China), Rusia y la República Checa. El lado estadounidense del proyecto está financiado por la Oficina de Física de Alta Energía del Departamento de Energía de los Estados Unidos.

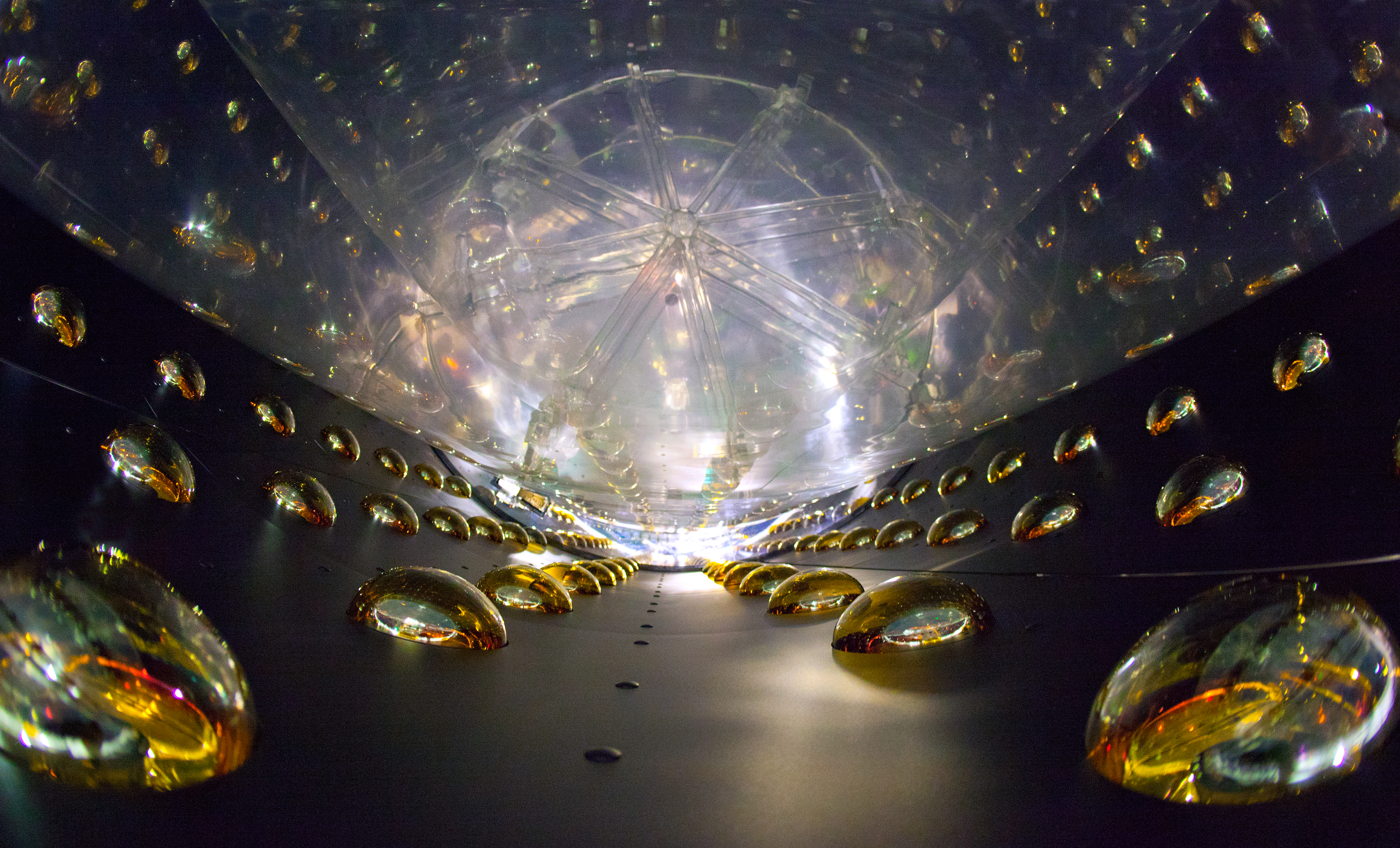
Uno de los detectores de Bahía de Daya.

Está situado en Bahía de Daya, aproximadamente a 52 kilómetros al noreste de Hong Kong y a 45 kilómetros al este de Shenzhen. Hay un proyecto afiliado en el Laboratorio Subterráneo del Túnel de Aberdeen en Hong Kong. El laboratorio de Aberdeen mide los neutrones producidos por los muones cósmicos que pueden afectar el experimento de neutrinos del Reactor de la Bahía de Daya.
El experimento consta de ocho detectores de anti-neutrinos, agrupados en tres ubicaciones dentro de 1,9 kilómetros de seis reactores nucleares. Cada detector consta de 20 toneladas de centelleador líquido (alquilbenceno lineal dopado con gadolinio) rodeado de tubos fotomultiplicadores y blindaje.
Se está desarrollando un seguimiento mucho mayor en forma del Observatorio Subterráneo de Neutrinos Jiangmen (JUNO) en Kaiping,que utilizará una esfera acrílica llena de 20,000 toneladas de centelleador líquido para detectar antineutrinos en el reactor. El inicio de la construcción comenzó el 10 de enero de 2015, con una operación prevista para 2020.

## Oscilaciones de neutrinos
El experimento estudia las oscilaciones de neutrinos y está diseñado para medir el ángulo de mezcla θ13 utilizando antineutrinos producidos por los reactores de la central nuclear de Bahía de Daya y la central nuclear de Ling Ao. Los científicos también están interesados en saber si los neutrinos violan la conservación de la paridad de carga.
El experimento estudia las oscilaciones de neutrinos y está diseñado para medir el ángulo de mezcla θ13 utilizando antineutrinos producidos por los reactores de la central nuclear de Daya Bay y la central nuclear de Ling Ao. Los científicos también están interesados en saber si los neutrinos violan la conservación de la paridad de carga.
El 8 de marzo de 2012, la colaboración de Daya Bay anunció un descubrimiento de 5.2σ de θ13 ≠ 0, con
{\displaystyle \sin ^{2}(2\ \theta _{13})=0.092\pm 0.016\,\mathrm {(stat)} \pm 0.005\,\mathrm {(syst)} .}
Este resultado significativo representa un nuevo tipo de oscilación y es sorprendentemente grande. Es consistente con los resultados anteriores y menos significativos de T2K, MINOS y Double Chooz. Con θ13 tan grande, NOνA tiene aproximadamente un 50% de probabilidad de ser sensible a la jerarquía de masas de neutrinos. Los experimentos también pueden ser capaces de investigar la violación de CP entre neutrinos.
La colaboración produjo un análisis actualizado de sus resultados en 2014, que utilizó el espectro de energía para mejorar los límites en el ángulo de mezcla:
{\displaystyle \sin ^{2}(2\ \theta _{13})=0.090_{-0.009}^{+0.008}}
También se publicó una medición independiente utilizando eventos de neutrones capturados en hidrógeno:
{\displaystyle \sin ^{2}(2\ \theta _{13})=0.083\pm 0.018}.
Daya Bay ha utilizado sus datos para buscar señales de un neutrino estéril ligero, lo que resulta en la exclusión de algunas regiones de masa sin explorar previamente.
En la conferencia de física Moriond 2015 se presentó un nuevo mejor ajuste para el ángulo de mezcla y la diferencia de masa:
{\displaystyle \sin ^{2}(2\ \theta _{13})=0.084\pm 0.005,\qquad |\Delta m_{ee}^{2}|=2.44_{-0.11}^{+0.10}\times 10^{-3}{\rm {eV}}^{2}}

## Espectro antineutrino
Daya Bay Collaboration midió el espectro de energía anti-neutrinos, y descubrió que los anti-neutrinos a una energía de alrededor de 5 MeV están en exceso en relación con las expectativas teóricas. Este desacuerdo inesperado entre la observación y las predicciones sugirió que el modelo estándar de física de partículas necesita mejoras.

## Colaboradores
- Beijing Normal University
- Laboratorio Nacional de Brookhaven
- Pontificia Universidad Católica de Chile
- Instituto de Tecnología de California
- Universidad Carolina
- Chengdu University of Technology
- China Guangdong Nuclear Power Group
- China Institute of Atomic Energy
- Academia China de las Ciencias
- Chinese University of Hong Kong
- College of William and Mary
- Dongguan Institute of Technology
- Instituto de Tecnología de Illinois
- Institute of High Energy Physics
- Universidad Estatal de Iowa
- Instituto Central de Investigaciones Nucleares
- Kurchatov Institute
- Lawrence Berkeley National Laboratory y la Universidad de California en Berkeley
- Nanjing University
- Nankai University
- National Chiao-Tung University
- Universidad de Taiwán
- National United University
- Universidad de Princeton
- Instituto Politécnico Rensselaer
- Shandong University
- Shanghai Jiao Tong University
- Shenzhen University
- Siena College
- Sun Yat-Sen (Zhongshan) University
- Universidad del Temple
- Universidad Tsinghua
- Universidad de California en Los Ángeles
- Universidad de Hong Kong
- Universidad de Houston
- Universidad de Illinois en Urbana-Champaign
- University of Science and Technology of China
- Universidad de Wisconsin-Madison
- Universidad Yale
- Instituto Politécnico y Universidad Estatal de Virginia